# La ciudad invisible de Kítezh
La leyenda de la ciudad invisible de Kítezh y la doncella Fevróniya (título original en ruso, Сказание о невидимом граде Китеже и деве Февронии; Skazániye o nevídimom grade Kítezhe i deve Fevrónii) es una ópera en cuatro actos con música de Nikolái Rimski-Kórsakov y libreto en ruso de Vladímir Belski, y se basa en una combinación de dos leyendas rusas: la de santa Fevróniya de Múrom y la imaginaria ciudad de Kítezh, que se hizo invisible cuando fue atacada por los mongoles. 

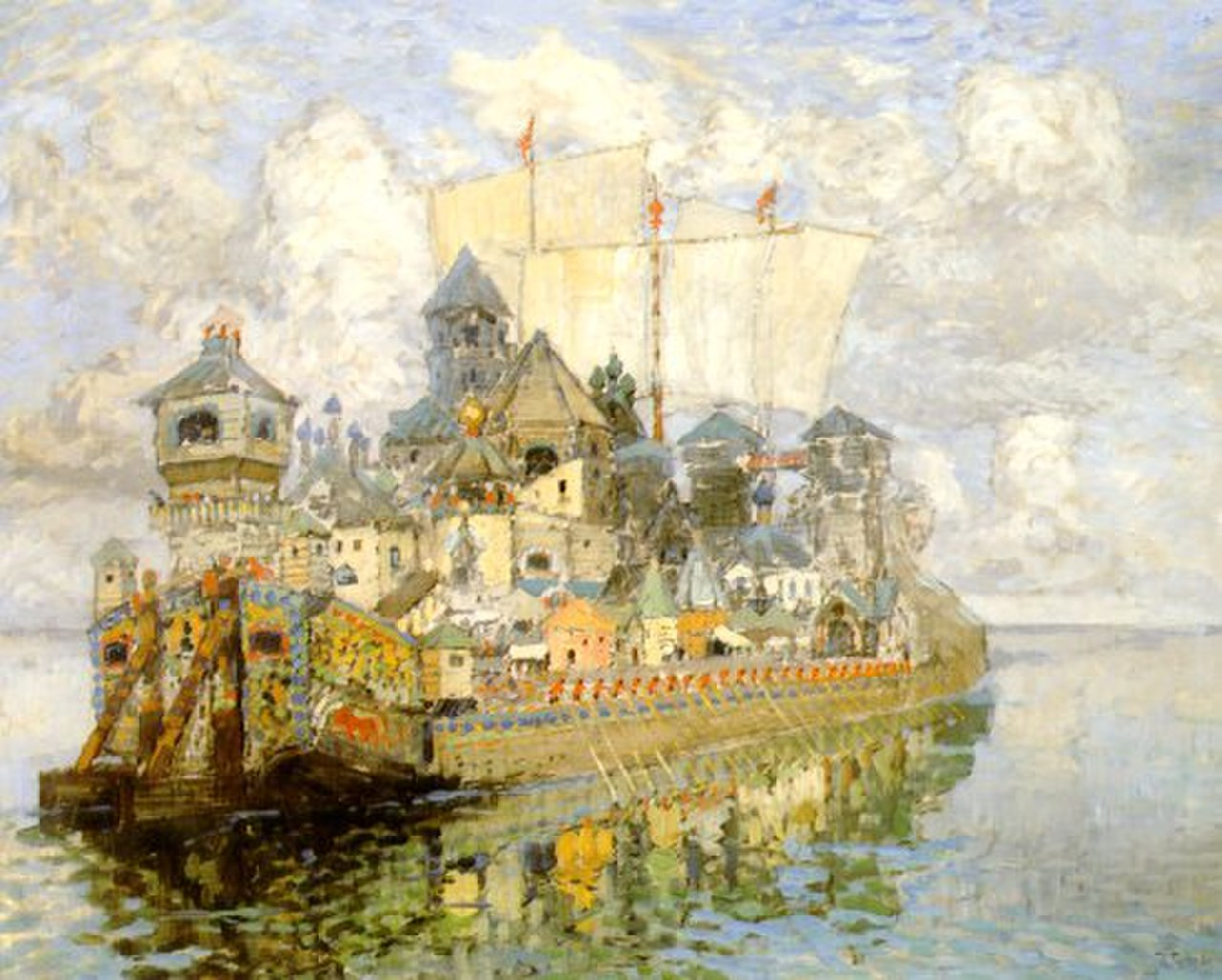
La ciudad de Kítezh, por Konstantín Gorbátov.

La ópera se terminó en 1905, y se estrenó en el Teatro Mariinski en San Petersburgo el 20 de febrero (antiguo estilo, 7 de febrero) de 1907, dirigida por Feliks Blumenfeld. Los diseñadores del escenario fueron Konstantín Korovin y Apollinary Vasnetsov. Fueron intérpretes Iván Filíppov (príncipe Yuri), Nikolái Rostovsky (príncipe Vsévolod), María Kuznetsova (Fevróniya), Iván Yershov (Grishka), Vasili Sharónov (Fiódor), Maria Markóvich (Paje), Vladímir Kastorsky (intérprete de Gusli), Grigoriy Ugrinóvich (domador de osos), Nikolái Markévich (cantante), Iván Grigoróvich (Bedyadya), Konstantín Serebryakov (Burunday), Nadezhda Zabela-Vrúbel (Sirin) y Yevgueniya Zbrúyeva (Alkonost).
Un año después, la ópera se estrenó en el Teatro Bolshói de Moscú el 15 de febrero. La primera representación fuera de Rusia fue en el Gran Teatro del Liceo de Barcelona en febrero de 1926. En 1929 se estrenó en Buenos Aires dirigida por Gregorio Fitelberg y en la temporada oficial del Teatro Colón de 1936 dirigida por Emil Cooper.
En el año 2012 fue llevada a escena en Ámsterdam por el realizador Dmitri Tcherniakov en una coproducción con La Scala y el Liceo de Barcelona.

## Argumento

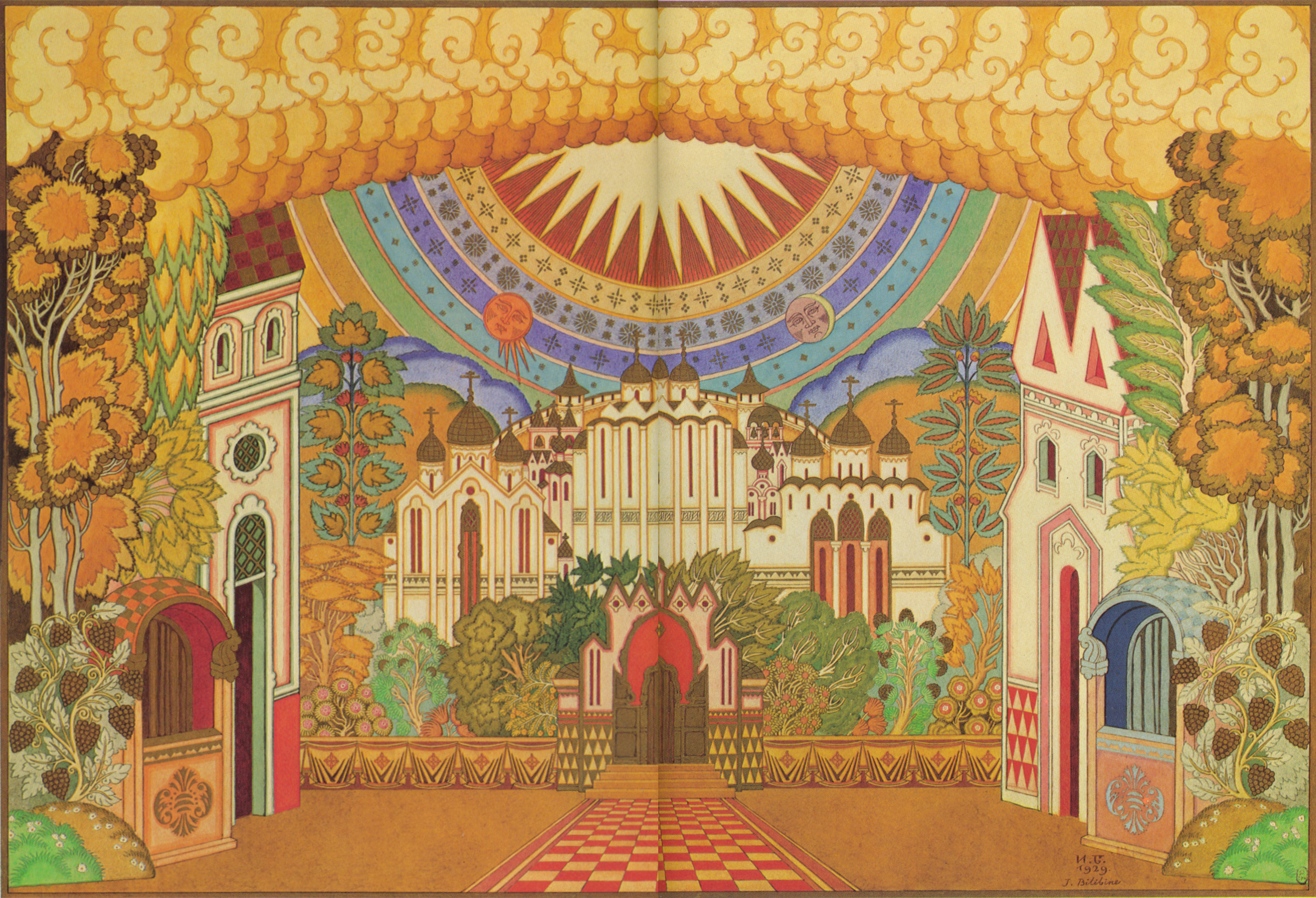
Diseño de la escenografía para la segunda escena del cuarto acto de la ópera por Iván Bilibin

El tema de la ópera es una antigua leyenda popular rusa, la ciudad de Kítezh, que ante la amenaza de los mongoles y gracias a las oraciones de la santa Fevronia, se hizo invisible y escapó de los invasores. La leyenda es de origen cristiano, pero Rimski-Kórsakov y Belski trataron de eliminar cualquier referencia explícita y lograr una fusión de la influencia cristiana y la tradición popular eslava. Por esta razón, algunos han visto la ópera como el Parsifal ruso, sin embargo, la mayoría coincide en que es la obra maestra de Rimski-Kórsakov, con su equilibrio entre voz y orquesta, el coro y sus melodías profundamente rusas, y sus pasajes orquestales maravillosos. Aunque es considerada una gran obra sigue representándose rara vez en el escenario.
La leyenda de la ciudad invisible de Kítezh es una ópera en cuatro actos de Nikolái Rimski-Kórsakov, con libreto de Vladímir Belski, estrenada en 1907 en el Teatro Mariinsky de San Petersburgo. En el Liceu se estrenó en 1926 dentro del clima de entusiasmo por las óperas rusas de los años veinte y treinta del siglo XX, propiciado entre otros factores por el éxito de Borís Godunov de Músorgski. Fue la primera puesta en escena fuera de las fronteras rusas y se convirtió en título obligado en el teatro barcelonés en casi todas las temporadas hasta 1935.
Las fuentes de esta leyenda se remontan a la literatura popular rusa del siglo XIII, época de la invasión y terrible dominio de los mongoles. Destaca, por una parte, la figura de Fevronia, verdadera protagonista de la obra, personaje angelical criado en la soledad del bosque y conocedor del lenguaje de la naturaleza y, por otra parte, la historia de la legendaria ciudad de Kítezh, en la que se habría refugiado el gran príncipe ruso Yuri II de Vladímir con sus últimas fuerzas. Su hijo Vsévolod se enamora de Fevronia y se prometen en matrimonio. Cuando el séquito nupcial llega al arrabal de la pequeña Kítezh, cerca del río Volga, los mongoles los atacan por sorpresa, lo arrasan y entre los rehenes se llevan a Fevronia y al borracho y desgraciado Grishka Kutermá. Este, amenazado de tortura, indica a los mongoles el camino hacia la Gran Kítezh, la ciudad elevada sobre un lago, mientras ella ruega a Dios que la convierta en invisible.
Al llegar los mongoles allí, se levanta una espesa niebla, las campanas comienzan a sonar por sí solas y la ciudad desaparece. Tras la muerte de Vsévolod defendiendo Kítezh, Fevronia salva a Grishka – que ha enloquecido–, a pesar de que él la había calumniado. Los mongoles huyen, atemorizados, debido al reflejo de la ciudad invisible en la superficie del lago. El espectro del príncipe conduce a su prometida –muerta en medio del bosque– a la Kítezh ideal, una especie de paraíso solo accesible para las almas puras, donde son acogidos por Yuri y la población y se celebran las bodas en la catedral.
La música acompaña y exalta, en una atmósfera espléndidamente sugerente, los aspectos místicos y de exaltación patriótica de la ópera, música inspirada en buena parte en los cantos populares rusos y también en la liturgia ortodoxa. La ópera ha sido comparada al Parsifal wagneriano por la búsqueda de la historia nacional en tiempos medievales –aparecen también motivos recurrentes como el sonido de las campanas–, aunque la influencia de Músorgski es asimismo evidente, sin menospreciar la fuerte personalidad del propio Rimski-Kórsakov, que alcanza una de sus grandes obras maestras.